# Petra Knorr
Petra Maria Knorr (* 30. Dezember 1970 in Immerath) ist eine deutsche Juristin. Sie ist Richterin am Bundessozialgericht.

## Leben und Wirken
Knorr studierte ab 1990 Rechtswissenschaften an der Universität Bonn, später an der Universität Mainz. In Mainz legte sie 1995 ihr Erstes Juristisches Staatsexamen ab und leistete anschließend ihr Rechtsreferendariat am Oberlandesgericht Koblenz ab. Dort legte sie 1997 ihr Zweites Staatsexamen ab und war im Anschluss zunächst kurz als Rechtsanwältin tätig. Im September 1997 trat Knorr in den Höheren Justizdienst des Landes Nordrhein-Westfalen ein und wurde zunächst am Sozialgericht Dortmund eingesetzt. 2004 wechselte sie an das Landessozialgericht Nordrhein-Westfalen. 2005 wurde sie von der Universität zu Köln mit der sozialrechtlichen Arbeit Der Vergleich der Invaliditätsrenten in Deutschland und den Niederlanden zur Dr. iur. promoviert. 2011 wurde Knorr für drei Jahre an das Nordrhein-Westfälische Justizministerium abgeordnet. 2016 erfolgte eine erneute Abordnung an das Nordrhein-Westfälische Justizministerium, wo sie Kabinett-, Landtags- und Bundesratsreferat leitete. Ab Herbst 2017 leitete sie das Stabsreferat des Staatssekretärs der Justiz. Im Dezember 2017 wurde sie zur Ministerialrätin ernannt.
Im Juli 2018 wurde Knorr zur Richterin am Bundessozialgericht gewählt. Sie trat ihre neue Stellung aber erst zum 20. November 2019 an und wurde dem vor allem für die Gesetzliche Krankenversicherung, Pflegeversicherung und Künstlersozialversicherung zuständigen 3. Senat zugewiesen.
Knorr ist verheiratet und Mutter von zwei Kindern.